# Biến đổi khí hậu đột ngột

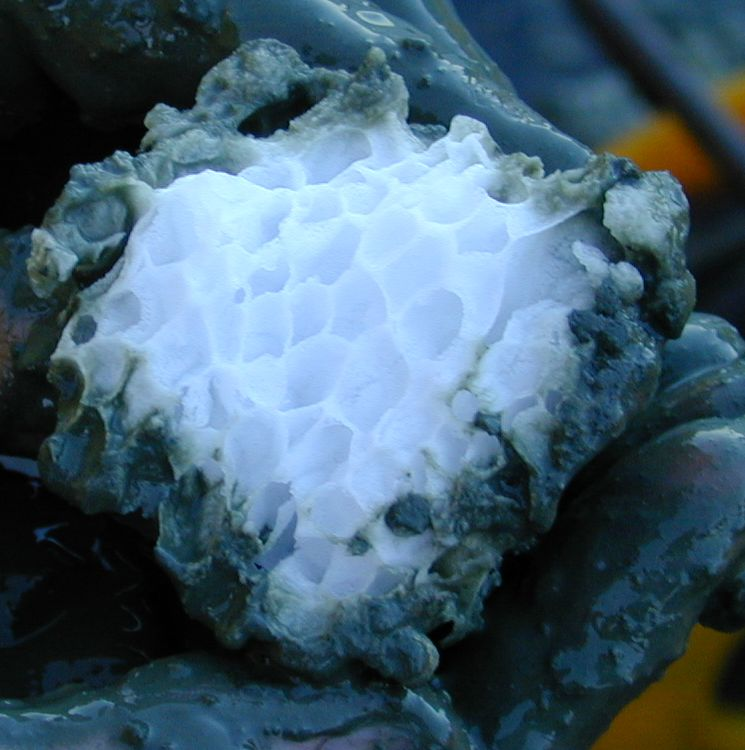
Clathrate hydrat được xác định là tác nhân có thể gây ra thay đổi đột ngột.

Biến đổi khí hậu đột ngột xảy ra khi hệ thống khí hậu bị buộc phải chuyển đổi với tốc độ được xác định bởi cân bằng năng lượng nội tại và tốc độ này nhanh hơn tốc độ thay đổi của tác động bên ngoài,. Do đó, biến đổi khí hậu đột ngột là sự thay đổi vượt ra ngoài dao động bình thường của khí hậu. Các sự kiện trong quá khứ bao gồm sự kết thúc của Sự kiện sụp đổ rừng mưa nhiệt đới kỷ cacbon, Younger Dryas, các sự kiện Dansgaard-Oeschger, các sự kiện Heinrich và có thể cả Cực đại nhiệt Paleocene–Eocene. Thuật ngữ này cũng được sử dụng trong bối cảnh biến đổi khí hậu để mô tả thay đổi đột ngột có thể nhận biết trong khoảng thời gian của cuộc đời con người, có thể là kết quả của các vòng phản hồi   hoặc điểm tới hạn.
Khoảng thời gian được mô tả là 'đột ngột' có thể thay đổi đáng kể. Những thay đổi được ghi lại trong khí hậu của Greenland vào cuối Younger Dryas, được đo bằng lõi băng, ngụ ý sự nóng lên đột ngột + 10 °C(+18 °F) trong khoảng thời gian vài năm. Những thay đổi đột ngột khác là + 4 °C(+7,2 °F) trong vòng vài năm ở Greenland 11.270 năm trước  hoặc + 6 °C (11 °F) trong vòng vài thập kỷ ở thời điểm 22.000 năm trước ở Nam Cực. Các mô hình Hệ thống Trái đất dự đoán rằng trong điều kiện tiếp tục phát thải khí nhà kính, đến năm 2047, nhiệt độ gần bề mặt của Trái đất có thể ra ngoài phạm vi dao động trong 150 năm qua, ảnh hưởng đến hơn 3 tỷ người và hầu hết các nơi có sự đa dạng loài lớn trên Trái đất.

## Định nghĩa
Theo Ủy ban về biến đổi khí hậu đột ngột của Hội đồng nghiên cứu quốc gia:
Về cơ bản có hai định nghĩa về biến đổi khí hậu đột ngột:
- Về mặt vật lý, đó là sự chuyển đổi của hệ thống khí hậu sang một chế độ khác trên thang thời gian nhanh hơn so với tác động bên ngoài.
- Về mặt tác động, "sự thay đổi đột ngột là sự thay đổi diễn ra quá nhanh và bất ngờ đến mức con người hoặc các hệ thống tự nhiên gặp khó khăn trong việc thích nghi".

 Hai định nghĩa này bổ sung cho nhau: ý đầu giải thích cách thay đổi khí hậu đột ngột xảy ra; ý sau giải thích tại sao có nhiều nghiên cứu dành cho nó.

## Khái quát
Các điểm tới hạn trong hệ thống khí hậu bao gồm các tác động cục bộ của biến đổi khí hậu, một số có thể khởi phát đột ngột và do đó có thể được coi là biến đổi khí hậu đột ngột. Một nhóm các nhà khoa học của Anh và Đức đã phát biểu: "Kiến thức tổng kết hiện tại cho thấy rằng nhiều yếu tố tới hạn có thể đạt đến điểm tới hạn trong thế kỷ này dưới tác động của biến đổi khí hậu do con người gây ra" (bài báo đã được trích dẫn trên 3000 lần tính đến năm 2022).
Người ta cho rằng các kết nối xa như các quá trình đại dương và khí quyển, ở các thời khoảng khác nhau, kết nối cả hai bán cầu trong quá trình biến đổi khí hậu đột ngột.
Ủy ban Liên chính phủ về Biến đổi Khí hậu tuyên bố rằng sự nóng lên toàn cầu "có thể dẫn đến một số tác động đột ngột hoặc không thể đảo ngược".
Một báo cáo năm 2013 của Hội đồng Nghiên cứu Quốc gia Hoa Kỳ đã kêu gọi chú ý đến các tác động đột ngột của biến đổi khí hậu, nêu rõ rằng ngay cả sự thay đổi dần dần, ổn định trong hệ thống khí hậu tự nhiên cũng có thể gây ra tác động đột ngột ở những nơi khác, chẳng hạn như cơ sở hạ tầng và hệ sinh thái của con người nếu các ngưỡng quan trọng bị vượt qua. Báo cáo nhấn mạnh sự cần thiết của một hệ thống cảnh báo sớm có thể giúp xã hội dự đoán tốt hơn những thay đổi đột ngột và mới nổi.
Một đặc điểm của các tác động đột ngột của biến đổi khí hậu là tốc độ nhanh hơn dự kiến. Yếu tố này khiến những hệ sinh thái bất động và hạn chế về khả năng ứng phó như hệ sinh thái lâm nghiệp đặc biệt dễ bị tổn thương.
Hiểu biết khoa học về biến đổi khí hậu đột ngột nói chung còn ít ỏi.

### Mô hình khí hậu
Các mô hình khí hậu hiện không thể dự đoán các sự kiện biến đổi khí hậu đột ngột hoặc hầu hết các đợt thay đổi khí hậu đột ngột trong quá khứ.

## Chỉ báo
Hầu hết những trường hợp hay đổi khí hậu đột ngột trong quá khứ có khả năng cao là do sự thay đổi hoàn lưu đột ngột, tương tự như khi lũ lụt tạo ra một nhánh sông mới. Ví dụ nổi tiếng nhất là vài chục lần ngừng dòng hải lưu Atlantic Meridional Overturning Circulation (AMOC) trong kỷ băng hà cuối cùng, ảnh hưởng đến khí hậu trên toàn thế giới.
- Sự nóng lên hiện nay của Bắc Cực được coi là đột ngột và mạnh mẽ.[17]
- Sự suy giảm tầng ozone ở Nam Cực gây ra những thay đổi đáng kể trong hoàn lưu khí quyển.[17]
- Cũng đã có hai trường hợp AMOC mất đi một yếu tố bảo đảm quan trọng vào năm 1978 và 1997.[19][20]

## Tác động
Biến đổi khí hậu đột ngột có thể là nguyên nhân gây ra những tác động nghiêm trọng và trên diện rộng:
- Các cuộc tuyệt chủng hàng loạt trong quá khứ, đáng chú ý nhất là sự kiện tuyệt chủng Permi–Triassic và Sự sụp đổ của rừng nhiệt đới kỷ Carbon, được cho là hậu quả của biến đổi khí hậu đột ngột.[2][21][22]
- Những thay đổi trong hải lưu như:

- Tăng tần suất các hiện tượng El Niño 
- Sự gián đoạn tiềm ẩn đối với quá trình lưu thông nhiệt muối, chẳng hạn như sự cố có thể đã xảy ra trong sự kiện Younger Dryas.
- Những thay đổi đối với dao động Bắc Đại Tây Dương 
- Những thay đổi của AMOC có thể góp phần gây ra các hiện tượng thời tiết khắc nghiệt hơn.

## Hiệu ứng phản hồi khí hậu

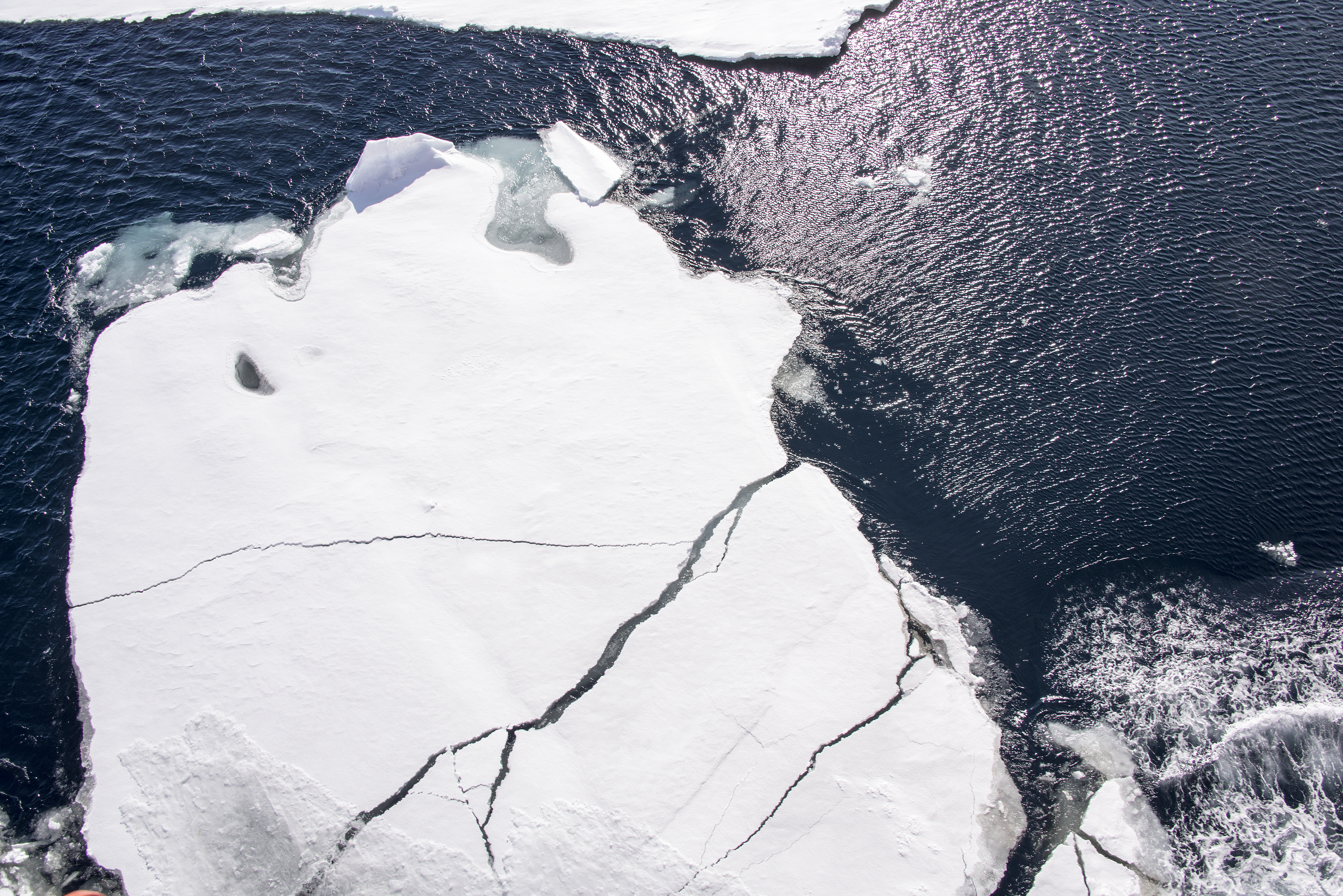
Bề mặt đại dương tối chỉ phản xạ 6% bức xạ mặt trời tới; băng biển phản ánh 50 đến 70 phần trăm.

Một nguồn hiệu ứng biến đổi khí hậu đột ngột là quá trình phản hồi, trong đó một sự kiện nóng lên gây ra một sự thay đổi làm tăng thêm sự nóng lên. Điều tương tự cũng có thể áp dụng cho việc làm mát. Ví dụ về các quy trình phản hồi như vậy là:
- Phản hồi suất phản xạ băng: trong đó sự mở rộng hoặc thoái lui của lớp băng bao phủ làm thay đổi suất phản xạ ánh sáng ("độ trắng") của trái đất và do đó thay đổi khả năng hấp thụ năng lượng mặt trời.[31]
- Phản hồi carbon trong đất là sự giải phóng carbon trong đất do sự nóng lên toàn cầu.
- Rừng chết và cháy do sự nóng lên toàn cầu.[32]

## Những sự kiện trong quá khứ
Một số giai đoạn thay đổi khí hậu đột ngột đã được xác định trong hồ sơ cổ khí hậu. Các ví dụ đáng chú ý bao gồm:
- Khoảng 25 sự dịch chuyển khí hậu, được gọi là chu kỳ Dansgaard-Oeschger, đã được xác định trong hồ sơ lõi băng trong thời kỳ băng hà trong 100.000 năm qua.[33]
- Sự kiện Younger Dryas, đặc biệt là sự kết thúc đột ngột của nó. Đây là chu kỳ Dansgaard-Oeschger gần nhất và bắt đầu từ 12.900 năm trước và quay trở lại chế độ khí hậu ấm và ẩm khoảng 11.600 năm trước.  Có ý kiến cho rằng "tốc độ cực nhanh của những thay đổi này trong một biến đại diện trực tiếp cho khí hậu khu vực ngụ ý rằng các sự kiện ở cuối thời kỳ băng hà cuối cùng có thể là phản ứng đối với một ngưỡng hoặc điểm kích hoạt nào đó trong hệ thống khí hậu Bắc Đại Tây Dương." [26][34]
- Cực đại nhiệt Paleocene-Eocene, được xác định vào 55 triệu năm trước, có thể do sự giải phóng các bóng khí mê-tan,[35] mặc dù cũng có các cơ chế khả dĩ khác cũng.[36] Điều này có liên quan đến quá trình axit hóa đại dương nhanh chóng.[37]
- Sự kiện tuyệt chủng kỷ Permi–Trias, trong đó có tới 95% các loài bị tuyệt chủng, được giả thuyết là có liên quan đến sự thay đổi nhanh chóng của khí hậu toàn cầu.[38][22] Cuộc sống trên đất liền mất 30 triệu năm để phục hồi.[21]
- Sự sụp đổ của rừng mưa nhiệt đới Carboniferous xảy ra cách đây 300 triệu năm, vào thời điểm đó, các khu rừng mưa nhiệt đới đã bị tàn phá bởi biến đổi khí hậu. Khí hậu mát hơn, khô hơn có ảnh hưởng nghiêm trọng đến đa dạng sinh học của động vật lưỡng cư, dạng sống chính của động vật có xương sống trên cạn.[2]

Ngoài ra còn có những thay đổi khí hậu đột ngột liên quan đến các sự kiện vỡ hồ băng. Một ví dụ về điều này là sự kiện "8,2 kiloyear" liên quan đến sự cạn nước của Hồ băng Agassiz. Một ví dụ khác là sự kiện Antarctic Cold Reversal, khoảng 14.500 năm trước.

Một nghiên cứu năm 2017 đã kết luận rằng, khoảng 17.700 năm trước, các điều kiện tương tự như lỗ thủng tầng ôzôn ở Nam Cực ngày nay đã góp phần vào quá trình tan băng ở nam bán cầu. Sự kiện này trùng hợp với một loạt vụ phun trào núi lửa khổng lồ, được cho là do núi Takahe ở Tây Nam Cực.